# Iker Flores
Iker Flores Galarza, född 28 juli 1976 i Urdiain, Biscaya, är en spansk före detta professionell tävlingscyklist.
Iker Flores blev professionell med det baskiska stallet Euskaltel-Euskadi 1999 och fortsatte i det stallet tills december 2006. Han fortsatte sedan till Fuerteventura-Canarias. Stallet lade ned efter säsongen 2007 och Flores fick inget kontrakt med ett professionellt stall under säsongen 2008.

## Karriär
Iker Flores vann Tour de l'Avenir 2000 och tog också en etappseger under loppet. Segern ledde till att han fick ett proffskontrakt med Euskaltel-Euskadi. Under året vann han bergstävlingen i Circuit de la Sarthe. Han deltog också i Tour de France 2001, men klev av efter bara två etapper.
Under säsongen 2002 cyklade Flores det spanska etapploppet Vuelta a España och på den sjätte etappen attackerade han men lyckades inte behålla ledningen till målet. Efter en femte plats i Tour of Burgos 2003, var det tyst om Iker Flores under Vuelta a España men han slutade ändå på 18:e plats i slutställningen och var Euskaltel-Euskadis högstplacerade cyklist under loppe.t
Flores slutade trea på etapp 3 av Critérium du Dauphiné Libéré 2004 efter fransmannen Nicolas Portal. Flores kom tillsammans med Janek Tombak, som blev tvåa, in i mål 51 sekunder efter Portal. Han slutade också trea i slutställningen av Tour du Languedoc-Rousillon bakom Christophe Moreau och Vjatjeslav Jekimov samma år. Under tävlingens gång tog han tredje platsen på etapp 4 bakom just Moreau och Jekimov. I juli slutade han på andra plats på etapp 7 av Tour de France 2004 bakom italienaren Filippo Pozzato.
Sorligt nog, för honom, gick det mindre bra på Tour de France 2005 när han kom sist i tävlingen, en placering som även hans äldre bror Igor Flores tog år 2002. 
I slutet av 2006 skrev Flores på ett kontrakt med det nya stallet Fuerteventura-Canarias. Under säsongen 2007 vann Flores poängtävlingen i Baskien runt.
När regeringen på Kanarieöarna bestämde sig för att inte fortsätta sponsra cykelstallet Fuerteventura-Canarias blev Iker Flores utan anställning. Han valde då att avsluta sin karriär efter säsongen 2007.

## Meriter
2000
Tour de l'Avenir
Etapp 9, Tour de l'Avenir
2001
Bergstävlingen, Circuit de la Sarthe
2007
Poängtävlingen, Baskien runt

## Stall
- Euskaltel-Euskadi 1999–2006
- Fuertevaria-Canarias 2007